# Baster
Pour le naturaliste néerlandais du XVIIIe siècle, voir Job Baster.
Baster est un groupe de musique de Saint-Pierre de La Réunion, fondé en 1983 par Alain Joron. Le groupe varie autour du compositeur et interprète Thierry Gauliris.

## Biographie
L'aventure Baster est née sous l'impulsion d'Alain Joron, instituteur et délégué culturel de la Fédération des Œuvres Laïques, qui fonde en 1981 l'association Mouvman Kiltirel Basse-Terre. Basse-Terre est un quartier de Saint-Pierre assez défavorisé. L'association englobe dans le quartier tous les passionnés désirant faire connaître leur fibre artistique. Côté musique, c'est le jeune Thierry Gauliris, alors âgé de 16 ans, qui s'en occupe.
En 1983, à force de répétitions et de création de morceaux à l'origine maloya, mais tout de même électrisés par des instruments plus contemporains comme la guitare électrique, Baster va enregistrer sa première cassette, Mouvman Kiltirel Basse-Terre, grâce à Gilbert Pounia du groupe Ziskakan, qui leur prêtera du matériel pour enregistrer. Mais la période est peu propice au groupe ; en témoigne la censure de morceaux comme Oté Kréol ou encore Mon Liberté. Le groupe intègre alors le regroupement de groupes militants réunionnais Lantant Maloya, avec Danyel Waro, Fénoir, Ousanousava. Les nombreux concerts qu’organise ce regroupement permettent au groupe de se faire mieux connaître du grand public.
En 1988, le groupe enregistre Mon Péi, Mon Lémé, puis Rasine Momon Papa en 1990. Le public devient de plus en plus large et le groupe parvient à faire cette année-là son premier concert en métropole. En 1992, alors qu'il n'a jamais aussi bien marché et malgré la sortie de son célèbre album Lorizon Kasé, le groupe se disloque.
Thierry Gauliris et Nano continuent l'aventure Baster avec de nouveaux musiciens. Cette nouvelle formation ira une nouvelle fois en métropole pour le Printemps de Bourges et même le Zénith de Paris. En 1995, le groupe se professionnalise encore un peu plus avec la prise d'un manager, l'exportation de son nouvel album Mon Royom en métropole et une véritable tournée là-bas. 1998 est sous le signe du succès avec l'album Black Out, véritable chef-d'œuvre du groupe, qui entame une tournée colossale lui permettant de sortir un album live.
En 2000, pour marquer le nouveau millénaire, le groupe remasterise sur CD ses quatre premiers albums, qui n'étaient sortis à l'époque que sur cassette. En 2001, l'album Raskok voit le jour, suivi de près en 2002 par Kaf Gong Reggae, album enregistré en Jamaïque dans le studio mythique de Bob Marley, le Tuff Gong Studio. En 2003, Georges-Marie, alias Nano, quitte le groupe. Après quelques années de répit sort en 2005 l'album Lèv, suivi de Wiyo en 2008. En mai 2009, le groupe organise une tournée de 10 jours en métropole. En 2010 sort Baster Akoustik, suivi de Nou Lé La en 2011.

## Membres
Le groupe, de par sa longue histoire et de par sa conformation, a connu de très nombreux membres, dont : 
| Chant                                       | Guitare                                                                                         | Basse                                                                         | Claviers                 | Percussions | Xylophone      | Grosse caisse   | Tabla                | Chœurs |
| ------------------------------------------- | ----------------------------------------------------------------------------------------------- | ----------------------------------------------------------------------------- | ------------------------ | --- | -------------- | --------------- | -------------------- | --- |
| Alain Joron Guyto Gauliris Thierry Gauliris | Hugues Dalleau François Olcence Daniel Riesser Thierry Gauliris Jean-Emile Gauliris Jo Soubadou | Jo Soubadou Bernard Permal Nativel frédéric (pecos) David Félix Fredo Dalleau | Alain Técher Eric Ichane | Jean-André Joron Frédéric Testa Dani Dugain Jean-Paul Mellon Gilles-May Mandou Didier Dijoux Jo Soubadou Jean-Max Gauliris Guyto Gauliris Michel Corré | Frédéric Testa | Géréone Patrick | Subhash Dhunoohchand | Juliane Moutamale Isabelle Testa Monette Surveillant Jasmine Daprice Sophie Lagarrigue Florence Poulet Yasmine Gauliris Henriette Gauliris Jean Patrick Joron Miggy Pétrel Didier K/Grain Géréone Patrick Tania Betsy Yasmine Boristhène Guyto Gauliris Hugues Dalleau Alain Técher Thierry Gauliris Brigitte Joron |

### Anciens membres
- Georges-Marie Daprice, dit Nano - Chant, Chœurs, Percussions
- Meddy Gerville - Claviers
- Fabrice Legros (1990 à 1994) - Saxophone[3]
- Jean-Emilien Vinketassala, dit Vevel († 2019) - Guitare[4]

### Écouter
- Patrimoine Musical de l'Océan Indien